# W Virginis

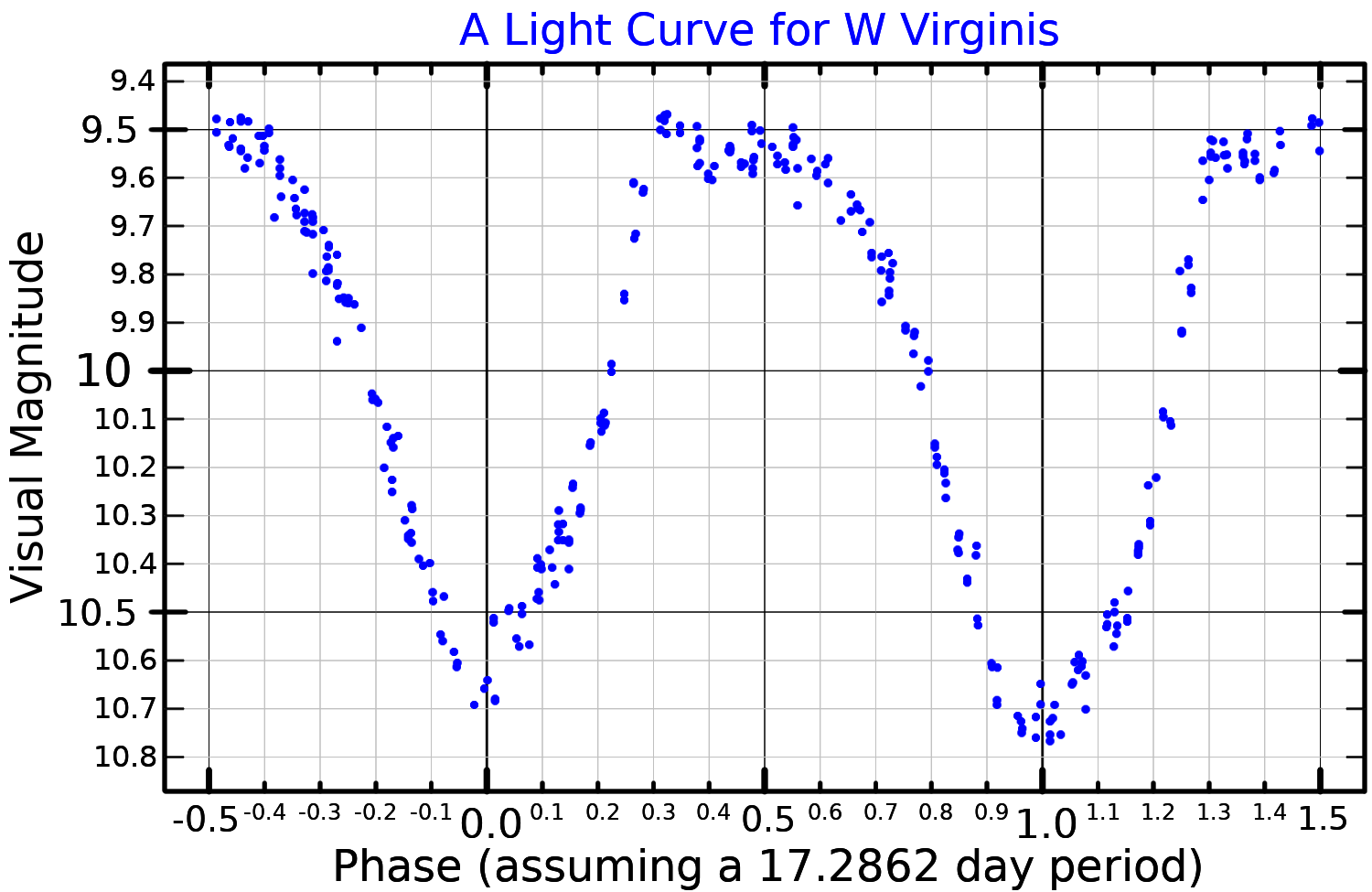
Frecuencia de la luz

W Virginis (W Vir / HD 116802 / HIP 65531) es el nombre de una estrella variable en la constelación de Virgo que se encuentra a más de 11.000 años luz del sistema solar. Fue descubierta por el astrónomo Eduard Schönfeld en 1866.
W Virginis es una estrella gigante amarilla pulsante y el arquetipo de un tipo de estrellas llamadas cefeidas de Población II o variables W Virginis. Las capas exteriores de la atmósfera de W Virginis se expanden y contraen en un período de 17,2736 días, período que se ha ido alargando a lo largo de los últimos 100 años de observación. La pulsación provoca una variación de 1,2 magnitudes en su brillo ya que aumenta su tamaño al doble durante el ciclo.
Al igual que otras cefeidas, las variables W Virginis también muestran una relación directa entre su período de variación y su luminosidad, pero la relación es diferente a las cefeidas clásicas, tales como δ Cephei o Mekbuda (ζ Geminorum). W Virginis, máximo exponente del tipo de variables que lleva su nombre, es una estrella más pequeña que las cefeidas clásicas —se piensa que su masa puede ser menor que la del Sol— y, como estrella de Población II, una de las más viejas de la Vía Láctea.